# 有坂北馬
有坂 北馬（ありさか ほくば、生没年不詳）とは、江戸時代の浮世絵師。

## 来歴
『浮世絵師伝』によれば蹄斎北馬の子、俗称源兵衛。「北馬」の二代目とされる。初代である蹄斎北馬が没したのは弘化元年（1844年）8月なので、源兵衛が北馬と称したのはこれ以降とみられる。作画期は弘化から嘉永頃とされる。

## 作品
- 「月下美人図」　肉筆　プーシキン美術館所蔵
- 「文書く花魁図」　肉筆　プーシキン美術館所蔵